# Herne 3
Herne 3 ist eine deutsche Pop-Rock-Band aus Herne. Von 1982 bis 1989 trat die Band insgesamt 503 Mal auf, 1983 im WDR-Rockpalast.

## Geschichte
Gegründet wurde die Band, deren Mitglieder vorwiegend aus dem Krautrock kamen, im Jahre 1981. Einen ersten Erfolg hatte Herne 3 mit der Single Immer wieder aufstehn, die von vielen Radiosendern gespielt wurde. Es folgten Konzerte und TV-Auftritte, die Zahl der verkauften Platten betrug 25.000. 1984 wurde Matthias Resch ersatzweise Schlagzeuger der Band. Weitere Umbesetzungen folgten 1986: Heinz Kunert spielte nun Bass. Als Gäste traten Helmut Frey am Saxophon, Ludwig Götz an der Posaune, Helmut Jost am Bass, Werner Peters am Keyboard und Uwe Ziegler an der Gitarre in Erscheinung. Gesang wurde von Jutta Gröters, Barbara Kaosprzewa und Jockel Hamann beigesteuert.
Weitere Konzerte wurden bis 1989 gegeben. Nach einer Schaffenspause absolvierte die Band 1997 ihr erstes Comeback mit dem Album Meilenweit. Koslowski und Tomas Tejero spielten jetzt Gitarre, Willi Hevelmann war Keyboarder, Reinald Assheuer zeigte sich für die Bassstimme und Gerald Caspers für das Schlagzeug verantwortlich. Ein zweiter Reaktivierungsversuch fand 2000 statt, diesmal mit allen sechs Gründungsmitgliedern und einem neuen. Bei einer der Proben erlitt Kapellen am 28. Dezember einen Schlaganfall und verstarb kurze Zeit darauf an den Folgen. Wolfgang Berke und Magdalinski verließen die Band und wurden durch die früheren Bandmitglieder Assheuer und Kunert ersetzt. Am 30. April 2002 gab die Band ihr Jubiläumskonzert „20 Jahre HERNE 3“ vor über 800 Fans in den Herner Flottmann-Hallen. Gleichzeitig wurde das Best-of-Album Gute Besserung veröffentlicht.
Danach trennte sich die Band, Rainer August Koslowski wurde Sänger bei der Band Herner Kreuz. Seit 2019 ist Herne 3 wieder mit teilweise neuer Besetzung aktiv, den Gesang übernimmt wieder Rainer August Koslowski, nun zusammen mit der neu zur Band gestoßenen Sängerin Grazia Bradi.

## Diskografie

### Singles
- 1982: Immer wieder aufstehn (Energie 650 003)
- 1982: Langeweile (Polydor 817 628-7)
- 1983: Wofür? (Polydor)
- 1983: Wieder kein Geld (Polydor)
- 1984: Vier Jahre her (Polydor 881 385-7)
- 1985: Du machst mir Mut (Polydor)
- 1986: Komm und küss mich (Energie)
- 1986: Deutschland (Energie 65 021)
- 2020: Vor so langer Zeit (AL61108)

### Alben
- 1982: Na los (Polydor 817 469-1 (LP))
- 1983: Gute Unterhaltung (Polydor 815 511-1 (LP))
- 1985: Nimm mich mit (Polydor (LP))
- 1986: Strahlemann (Energie 65 018 (LP))
- 1997: Herne 3 (CD)
- 1998: Meilenweit (CD)
- 2002: Gute Besserung (CD)
- 2020: Auf ein Neues! (CD)